# Organismo pluricellulare

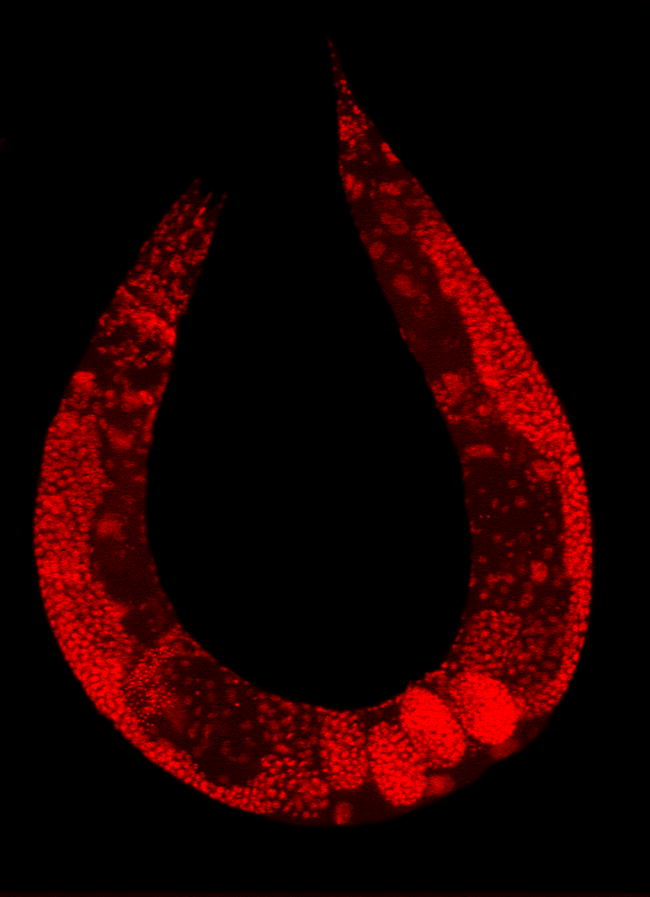
Il nematode ermafrodita Caenorhabditis elegans, tipo selvatico, colorato con Rodamina B per evidenziarne i nuclei cellulari, fotografato a basso ingrandimento al microscopio a fluorescenza

Gli organismi pluricellulari (o multicellulari) sono organismi costituiti da più di una cellula e aventi cellule differenziate che svolgono funzioni specializzate per far sopravvivere l'intero organismo. La maggior parte della vita visibile a occhio nudo ovvero la stragrande maggioranza di esseri viventi a livello macroscopico è pluricellulare.

## Livelli organizzativi
Gli organismi pluricellulari mostrano diversi livelli di organizzazione propria:

### Cellule differenziate
Semplici organismi pluricellulari attualmente viventi, le spugne, consistono di tipi cellulari multipli specializzati, che cooperano insieme per un fine comune. Questi tipi di cellule comprendono i coanociti, cellule digerenti; gli sclerociti, cellule secernenti strutture di supporto; i porociti, cellule porose tubulari; e i pinacociti, cellule epidermiche. Sebbene i diversi tipi di cellule creino una struttura multicellulare organizzata di tipo macroscopico - la spugna visibile - essi non sono organizzati in veri tessuti interconnessi. 
Ciò si vede dal fatto che una spugna spezzata in un miscelatore si riaggregherà a partire dalle cellule esistenti. Se separati individualmente, tuttavia, i particolari tipi cellulari non possono sopravvivere da soli. Organismi coloniali ancora più semplici, come i volvox, ma con cellule ad uno stadio elementare di specializzazione, sono strettamente imparentati con altre cloroficee volvocacee viventi allo stato unicellulare e su di essi si concentrano alcuni studi recenti sui meccanismi di transizione tra specie uni e pluricellulari.

### Tessuti
Organismi più complessi come meduse, coralli e anemoni di mare possiedono un livello di organizzazione dei tessuti, in cui cellule differenziate e interconnesse svolgono funzioni specializzate come gruppo. Ad esempio, i tessuti delle meduse comprendono un'epidermide e una rete neurale che svolge funzioni protettive e sensoriali, insieme ad una gastrodermide interna che svolge funzioni digerenti. L'organizzazione spaziale complessiva delle cellule differenziate è un argomento di studio dell'anatomia.

### Organi e sistemi di organi
Organismi ancora più complessi, mentre sono dotati anche di cellule e tessuti differenziati, possiedono un ulteriore livello di sviluppo, quello degli organi, in cui tessuti multipli si raggruppano per formare appunto organi con una specifica funzione o funzioni. Gli organi possono essere primitivi come il cervello di un verme piatto (essenzialmente un raggruppamento di gangli cellulari), grandi come il fusto di una sequoia (fino a 90 metri di altezza), o complessi e multifunzionali come il fegato di un vertebrato.
Gli organismi più complessi (come i mammiferi, gli alberi e i fiori) hanno sistemi di organi in cui gruppi di organi agiscono insieme per svolgere funzioni complesse collegate tra loro, con ciascun organo che si focalizza su una parte specifica del compito. Un esempio sarebbe l'apparato digerente, nel quale la bocca e l'esofago ingeriscono il cibo, lo stomaco lo frantuma e lo liquefà, il pancreas e la cistifellea lo sintetizzano e rilasciano enzimi digerenti, e gli intestini assorbono i nutrienti nel sangue.

## Storia evolutiva
Il più antico organismo pluricellulare tassonomicamente definito è un'alga rossa, la Bangiomorpha pubescens, trovata fossilizzata in una roccia di 1,2 miliardi di anni, risalente al periodo ectasiano dell'era mesoproterozoica.
Al fine di riprodursi, i veri organismi pluricellulari devono risolvere il problema di rigenerare un intero organismo dalle cellule gametiche (cioè gli spermatozoi per il maschio e gli ovuli per le femmine), una materia studiata nella biologia dello sviluppo. Pertanto, si pensa che lo sviluppo della riproduzione sessuale negli organismi unicellulari durante il periodo ectasiano abbia affrettato lo sviluppo e l'ascesa della vita pluricellulare.
Gli organismi pluricellulari devono affrontare anche il rischio del cancro, che si verifica quando le cellule non riescono a regolare la loro crescita entro i normali parametri di sviluppo.